# Zengarmethode
De Zengarmethode, ontwikkeld door dr. Val Brown van het Zengar Institute in Canada, is een neurofeedbackvariant waarbij de terugkoppeling wordt gegeven door het onderbreken van geluid en beeld. Ze is naar zeggen van de ontwerpers vooral gericht op het verminderen van "turbulentie" en "instabiliteit" in het frequentiespectrum zoals dat met gabortransformatie, een soort fouriertransformatie van de EEG-signalen, wordt verkregen. Beweerd wordt dat deze methode zonder noodzaak van diagnose vooraf het brein in balans brengt door met neurofeedback de in de methode gedefinieerde 16 frequentiebanden op elkaar af te stemmen, met als gevolg gunstige effecten op alle mogelijke gebieden. De claims worden evenwel nergens verifieerbaar onderbouwd.